# Караканский бор
Карака́нский бор (по реке Каракан) — сосновый лес, находящийся большей своей частью на территории Ордынского, а частично также на территории Искитимского и Сузунского районов Новосибирской области и Каменского района Алтайского края. Относится к типу приобских боров. Представляет собой большой по площади, компактный лесной массив, протянувшийся вдоль правого берега Новосибирского водохранилища. Место массового отдыха новосибирцев и жителей сопредельных регионов Западной Сибири.
Лесные насаждения Караканского бора имеют большое водоохранное, рекреационное, научно-просветительное, а также народнохозяйственное значение. Площадь Караканского бора — около 990 кв. км.
В пределах Новосибирской области лесной массив наделён статусом особо охраняемой территории.

## Этимология
Наименование лесного массива образовано от названия реки Каракан, которая является северной границей бора. Название образовано от тюркского «кара» — чёрный, «кан» — царь, по другой этимологии — от тюркского «кара» — в значении «чёрный, прозрачный» и древнего (возможно, самодийского) «кан» — «река».

## Природа
Насаждения Караканского бора является ценным представителем приобских боров на территории Новосибирской области. Здесь обнаружены несколько видов мхов, которые ранее встречали только высоко в Алтайских горах.
Территорию Караканского бора пересекает множество речек и ручьёв, впадающих в конечном итоге в Новосибирское водохранилище. Это речки: Каракан, Каменка, Ельцовка, Глухая, Местная, Хмелевка, Чингис, Малый Чингис, Подкаменка, Аллак (Чертёниха).

## Статус особо охраняемой природной территории
В 2022 году часть Караканского бора, расположенная в Новосибирской области, получила статус особо охраняемой территории площадью 100 864 га.

## Археологическая ценность
Помимо богатой природы на территории бора сохранились памятники каменного века, относящиеся к третьему и четвертому тысячелетиями до нашей эры, обнаружены предметы, относящиеся к ирменской (первое тысячелетие до нашей эры) и большереченской культурам (VII—III века до нашей эры).

## Культурно-историческая ценность
На территории бора в 1631 году состоялось сражение у Чингис-городка между войсками под командованием Я. О. Тухачевского и восставшими чатами.